# Henry Beckman

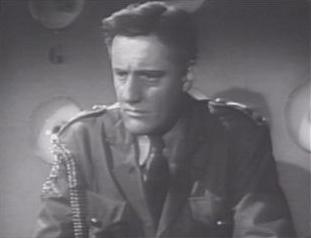
Henry Beckman

Henry Beckman (* 26. November 1921 in Halifax, Nova Scotia; † 17. Juni 2008 in Barcelona, Spanien) war ein kanadischer Schauspieler. 

## Leben
Beckman trat bereits vor seinem 18. Geburtstag der kanadischen Armee bei, diente zwischen 1939 und 1945 im Zweiten Weltkrieg und nahm an der Invasion der Normandie teil. Er begann seine Schauspielkarriere 1950 in der Broadway-Aufführung The Golden State. 1951 stand er in Darkness at Noon mit Claude Rains und Jack Palance auf der Bühne. Er trat zudem in verschiedenen Fernsehserien auf, jedoch zunächst nur in kleinen Nebenrollen. Seine erste wiederkehrende Rolle in einer Serie hatte er 1955 als Commander Paul Richards in Flash Gordon. Im selben Jahr heiratete er die Theaterproduzentin Cheryl Maxwell. Beide betrieben daraufhin für zwei Jahre zusammen das The Dukes Oak Theatre in New York. 
In den 1960er Jahren hatte Beckman kleinere Rollen in Spielfilmen wie Blake Edwards’ Frühstück bei Tiffany, Alfred Hitchcocks Marnie und Billy Wilders Küss mich, Dummkopf. Daneben hatte er wiederkehrende Rollen in den Serien Peyton Place und Here Come the Brides sowie 1975 als Harry Mark in Bronk. 1979 veröffentlichte er das Buch How to Sell Your Film Project, einen Ratgeber für die Produktion eines Independent-Films. Er trat bis zum Ende seiner Schauspielkarriere 2002 in Gastrollen in den verschiedensten Serien von Bonanza bis Akte X auf.
1975 und 1978 gewann er die Auszeichnung als bester Nebendarsteller bei den Canadian Film Awards, zudem war er 1988 für den Gemini Award nominiert.

## Filmografie (Auswahl)
- 1954–1955: Flash Gordon (Fernsehserie, 8 Folgen)
- 1961: Frühstück bei Tiffany (Breakfast at Tiffany’s)
- 1962; 1974: Rauchende Colts (Gunsmoke, Fernsehserie, 5 Folgen)
- 1964: Küss mich, Dummkopf (Kiss Me, Stupid)
- 1964: Marnie
- 1964: Geheimagent Barret greif ein (The Satan Bug)
- 1965: Die glorreichen Reiter (The Glory Guys)
- 1965: The Munsters (Fernsehserie, 2 Folgen)
- 1968: Bezaubernde Jeannie (I Dream of Jeannie, Fernsehserie, eine Folge)
- 1968, 1971: Bonanza (Fernsehserie, 2 Folgen)
- 1968: Der große Schweiger (The Stalking Moon)
- 1968: Nur noch 72 Stunden (Madigan)
- 1969: Die Unbesiegten (The Undefeated)
- 1971: Polizeiarzt Simon Lark (Dr. Simon Locke, Fernsehserie, eine Folge)
- 1972: Columbo: Etüde in Schwarz (Étude in Black, Fernsehreihe)
- 1974: Barnaby Jones (Fernsehserie, eine Folge)
- 1975–1976: Bronk (Fernsehserie, 25 Folgen)
- 1976: Trans-Amerika-Express (Silver Streak)
- 1977–1981: Quincy (Quincy, M. E., Fernsehserie, 4 Episoden in verschiedenen Rollen)
- 1978: Fantasy Island (Fernsehserie, eine Folge)
- 1979: Die Brut (The Brood)
- 1980: Detektiv Rockford – Anruf genügt (The Rockford Files, eine Folge)
- 1981: Yukon (Death Hunt)
- 1987: Simon & Simon (Fernsehserie, eine Folge)
- 1990: MacGyver (Fernsehserie, eine Folge)
- 1990: Ich liebe Dich zu Tode (I Love You to Death)
- 1993; 1998: Akte X – Die unheimlichen Fälle des FBI (The X Files, Fernsehserie, 3 Folgen)
- 1995: Outer Limits – Die unbekannte Dimension (The Outer Limits, Fernsehserie, eine Folge)
- 1999: Der Sentinel – Im Auge des Jägers (The Sentinel, eine Folge)
- 2000: Epicenter

## Auszeichnungen
- 1975: Canadian Film Award für Why Rock the Boat?
- 1975: Canadian Film Award für Blood and Guts
- 1988: Gemini-Nominierung für Family Reunion